# Гликман, Леонид Сергеевич
Леони́д Серге́евич Гли́кман (23 января 1929, Ленинград — 23 января 2000, Санкт-Петербург) — советский и российский палеонтолог.

## Биография
Родился 23 января 1929 года в Ленинграде в семье химика Сергея Абрамовича Гликмана. В детские годы жил на Кронверкском проспекте. В 1939 году семья переехала в Киев. Мать умерла перед войной, а Леонид с отцом в августе 1941 года эвакуировался в Ташкент. В 1945 году отец был направлен в Саратов, где возглавил кафедру коллоидной химии Саратовского государственного университета, затем стал деканом химического факультета. Здесь Леонид окончил среднюю школу (1947) и поступил на биологический факультет Саратовского университета. В 1950 году перевёлся на биологический факультет Ленинградского университета.
После окончания университета был принят на должность секретаря в Геологический музей имени А. П. Карпинского АН СССР, где также работал экскурсоводом, а с 1954 года младшим научным сотрудником. В 1963 году Геологический музей был объединён с лабораторией геологии докембрия, а в 1967 году лаборатория превратилась в Институт геологии и геохронологии докембрия АН СССР, где Л. С. Гликман проработал до 1970 года. Основным направлением его исследований стал эласмобранхий и группа ламноидных акул (отряд Lamniformes). Организовал ряд экспедиций по сбору зубов ископаемых акул. Диссертацию кандидата биологических наук по теме «О классификации акул» защитил в Палеонтологическом институте АН СССР в 1958 году. По результатам этой работы в 1964 году была опубликована монография «Акулы палеогена и их стратиграфическое значение», а также раздел по эласмобранхиям в «Основах палеонтологии» (1964). В 1970 году Л. С. Гликман поселился во Владивостоке, где до 1980 года работал старшим научным сотрудником Института биологии моря Дальневосточного отделения АН СССР, занимаясь морфологией костистых рыб. 
В 1974 году подготовил докторскую диссертацию на тему «Закономерности эволюции меловых и кайнозойских ламноидных акул», которая в 1980 году вышла отдельной монографией. Однако защитить ее не удалось . В начале 1980-х годов вернулся в Ленинград. Его коллекция из 100 тысяч зубов ископаемых акул была в 1982 году передана в Государственный Дарвиновский музей в Москве. В 1987 году написал раздел по хрящевым рыбам в коллективной монографии «Стратиграфия СССР. Меловая система».
Л. С. Гликманом были выделены два инфракласса эласмобранхий и описано семь семейств, 27 родов и более 50 видов и подвидов ископаемых эласмобранхий. В его честь названо 4 рода и 5 видов ископаемых акул и скатов (Glückman).

## Семья
- Дети — журналисты Сергей Леонидович Шолохов и Екатерина Леонидовна Гликман (сотрудник «Новой газеты»).
- Брат отца — Тимофей Абрамович Гликман, литератор и переводчик, известный под псевдонимом «Тимофей Грек».

## Публикации
- Акулы палеогена и их стратиграфическое значение. М.—Л.: Наука, 1964. — 229 с.
- Эволюция меловых и кайнозойских ламноидных акул. М.: Наука, 1980. — 248 с.

## Также
- Семейство Xenosynechodontidae Glückman, 1980
- Род Xenosynechodus Glückman, 1980
- Кретоксирина